# San Francisco de Campeche
San Francisco de Campeche (röviden Campeche) Mexikó Campeche államának fővárosa, az első város, melyet a spanyolok a Yucatán-félszigeten alapítottak. Erődített történelmi belvárosát 1999-ben az UNESCO a világörökség részévé nyilvánította.

## Földrajz

### Fekvése
A város a Yucatán-félsziget tövében, a Mexikói-öböl partján fekszik. Déli része dombos (azonban ezeknek a domboknak a magassága is csak néhány tíz méter), északi fele viszont teljesen sík. Történelmi belvárosa a tenger partján fekszik, ma a lakó- és ipari övezetek minden irányban gyorsan terjeszkednek: a parton csakúgy, mint a szárazföld belseje felé.

### Éghajlata
A város éghajlata csapadékos és rendkívül forró: minden hónapban mértek már legalább 38 °C-os hőséget, az eddigi maximumrekord pedig 45 °C volt. A hónapok átlagos hőmérséklete 23,7 és 29,6 °C között váltakozik, a leghűvösebb a január, a legforróbb a május. Fagyot még sohasem észleltek. Az éves átlagban több mint 1000 mm csapadék legnagyobb része (több mint 80%-a) a júniustól októberig tartó öt hónap alatt hull, de a többi hónapban sincs teljes szárazság.
| Hónap                                   | Jan. | Feb. | Már. | Ápr. | Máj. | Jún. | Júl. | Aug. | Szep. | Okt. | Nov. | Dec. | Év   |
| --------------------------------------- | ---- | ---- | ---- | ---- | ---- | ---- | ---- | ---- | ----- | ---- | ---- | ---- | ---- |
| Rekord max. hőmérséklet (°C)            | 38,8 | 39,0 | 41,0 | 44,0 | 45,0 | 43,0 | 40,0 | 40,0 | 39,0  | 40,5 | 38,0 | 40,0 | 45,0 |
| Átlagos max. hőmérséklet (°C)           | 29,2 | 30,7 | 32,8 | 35,0 | 35,9 | 34,9 | 34,5 | 34,2 | 33,4  | 32,2 | 30,7 | 29,4 | 32,8 |
| Átlaghőmérséklet (°C)                   | 23,7 | 24,7 | 26,5 | 28,5 | 29,6 | 29,2 | 28,7 | 28,5 | 28,2  | 27,0 | 25,4 | 24,0 | 27,0 |
| Átlagos min. hőmérséklet (°C)           | 18,2 | 18,7 | 20,3 | 22,1 | 23,3 | 23,5 | 22,8 | 22,7 | 22,9  | 21,9 | 20,0 | 18,6 | 21,3 |
| Rekord min. hőmérséklet (°C)            | 8,9  | 9,0  | 10,0 | 13,0 | 2,5  | 17,0 | 18,0 | 19,0 | 18,0  | 15,0 | 12,0 | 9,3  | 2,5  |
| Átl. csapadékmennyiség (mm)             | 26   | 16   | 13   | 13   | 53   | 159  | 180  | 187  | 203   | 119  | 41   | 25   | 1036 |
| Forrás: Servicio Meteorológico Nacional |      |      |      |      |      |      |      |      |       |      |      |      |      |

## Közlekedés
A városon halad át (közvetlenül a tenger partján) a Mexikói-öböl mellékén Tamaulipastól Quintana Roóig végighúzódó, nagy országos jelentőségű 180-as főút, valamint az Umán–Mérida–Progreso irányába vezető 261-es főút is.
San Francisco de Campeche nemzetközi repülőtere az Alberto Acuña Ongay nemzetközi repülőtér, mely a város déli részén helyezkedik el. Éves forgalma 2006-ban kb. 77 000 fő volt.
Vasútvonalak délre és északra is indulnak a városból: előbbi Coatzacoalcosszal, utóbbi Méridával és a félsziget távolabbi városaival köti össze.

## Népesség
A város népessége igen gyorsan nő:
| Év   | Lakosság |
| ---- | -------- |
| 1990 | 150 518  |
| 1995 | 178 160  |
| 2000 | 190 813  |
| 2005 | 211 671  |
| 2010 | 220 389  |

## Története
A spanyol hódítás előtt a területen a maja civilizáció virágzott. Az állam névadójában, a közeli Can Pech városában mintegy 3000 sárból tapasztott, szalmatetős házban kb. 15 000-en élhettek. Az első spanyolok 1517-ben jelentek meg a vidéken Francisco Hernández de Córdoba vezetésével, egy évvel később pedig Juan de Grijalva csapata járt itt. A mai belváros helyén 1540-ben Francisco de Montejo hozta létre az új települést: ez volt az első város, melyet a spanyolok a Yucatán-félszigeten alapítottak. A település a kezdeti időkben a San Lázaro, majd a Salamanca nevet is viselte.
A következő évtizedekben gyorsan jelentős kikötővárossá fejlődött, ahol hajókat is gyártottak, és a közelben növő palo de tinte nevű fák (tudományos nevük: Haematoxylum campechianum) vörös festékanyagával is kereskedtek. A város gazdagsága magára vonta először a francia, majd az angol és holland kalózok figyelmét: többek között Henry Morgan, Jacob Jackson és William Parker bandái támadták meg a kikötőt (utóbbi 1597-ben). A támadások miatt 1561-ben először őrséghálózatot szerveztek a városlakók, később, 1610-ben pedig erődítmények építésébe fogtak. A folytatódó támadások és fosztogatások miatt 1651-ben a spanyol kormány is hozzájárult az erődök továbbfejlesztéséhez, az építkezések végül a 18. században fejeződtek be.

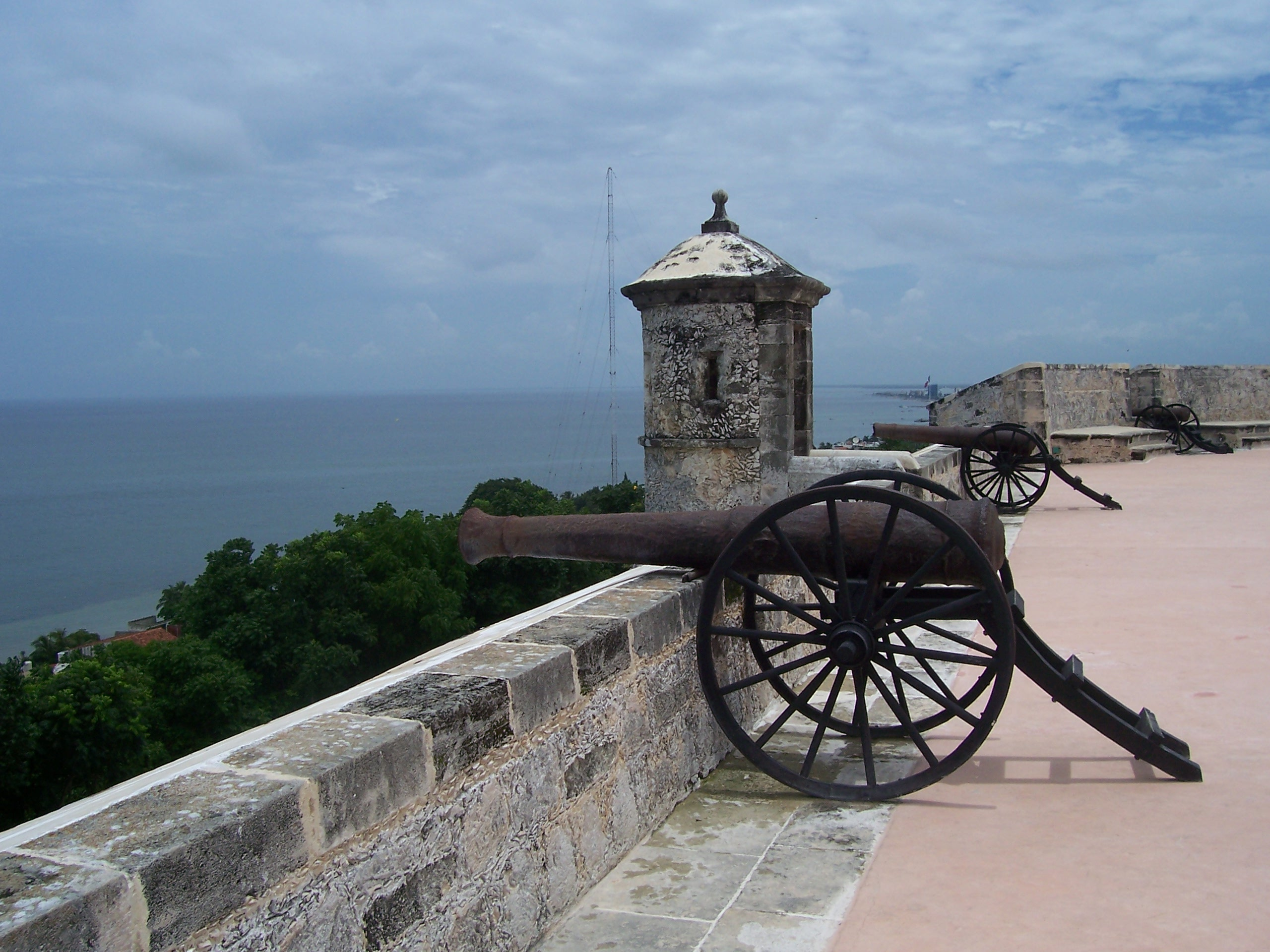
A 17–18. századi Szent Mihály-erőd

Az addig villa rangot viselő település 1777-ben kapta meg a ciudad rangot III. Károly spanyol királytól, majd Mexikó függetlenné válása után, amikor 1840-ben a félszigetet öt körzetre (departamentóra) osztották, az egyik ilyen körzet, Campeche székhelye lett. A következő évek a mexikói központi kormányzat és a yucatániak háborúskodásaival teltek. 1857. augusztus 7-én egy Pablo García vezette csoport mozgalmat kezdett szervezni annak érdekében, hogy Campeche függetlenedjen Yucatán államtól. Céljukat 1863-ban érték el: ez év április 29-én Benito Juárez elnök jóváhagyta az új állam létrejöttét. Ekkor vált a város az állam fővárosává.
A békés fejlődés azonban még ezután sem kezdődhetett el, bár 1865-ben például megérkezett Campechébe az első vonat. A különböző politikai erők továbbra is fegyvereikkel próbálták „meggyőzni” egymást, emiatt még több ostromot is ki kellett állnia a campechei erődítménynek.
1892-ben rövid időre (10 évre) a város Pedro de Baranda y Quijano tiszteletére felvette a Campeche de Baranda nevet. 1899-ben bevezették az első távíróvonalat, és ugyanebben az évben a telefont is. 1901-ben az ország hadügyi vezetése az elnökkel egyetértésben elrendelte az erődítmény falainak elbontását. 1910-ben a székesegyház villanyvilágítást kapott, 1916-ban pedig lebontották a Santiago nevű őrtornyot is, köveit a piac építéséhez felhasználva. 1955-ben Dr. Alberto Trueba Urbina megalapította az Universidad de Campeche egyetemet. 1984-ben 13 000 guatemalai menekültet fogadott be a város.
San Francisco de Campeche belvárosát 1986-ban a mexikói kormány nemzeti történeti emlékhellyé nyilvánította, 1999-ben pedig a megmaradt erődítményeket felvették a világörökségi listára is.

## Turizmus, látnivalók

### Az erődített város, a világörökség része

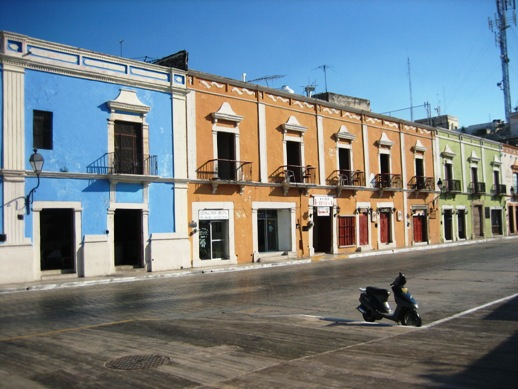
Régi lakóházak sora

Az egyre gazdagodó várost már a 16. századtól kezdve kalózok egyre gyakoribbá váló támadásai érték. Főként ezek miatt folyamatosan épültek az erődítmények, falak és őrtornyok, melyek a belvárost védelmezték. Ma is számos régi építészeti emlék maradt meg, legtöbbjükben múzeumokat rendeztek be vagy egyéb kulturális célra hasznosítják. A San Carlos-bástyában a városi múzeum, a La Soledad-bástyában a Museo de las Estelas (ahol főként maja kőalkotásokat láthatunk), a San José el Alto-erődben a hajózási múzeum, a San Miguel-erődben maja művészeti múzeum, a Santiago-bástyában pedig botanikus kert található. Emellett áll még a San Francisco-bástya is, valamint több erődkapu: a tenger felé a Puerta de Mar, a szárazföld felé a Puerta de Tierra.
Számos régi templom is található a belvárosban: a Szent Ferenc-, a kis Szent Ferenc- (San Francisquito-), a San Román- és a Guadalupe-templomok és a Nagyboldogasszony-székesegyház. Téglalap alakú, oszlopsorokkal keretezett udvaraikkal jellegzetesek az Instituto de Cultura és az Instituto Campechano épületei, a többi régi ház közül pedig kiemelkedik a királyi helytartó háza és a kézművesek háza.

### A belvároson kívül
Campeche nem kimondottan fürdőváros, a tengerparton nem igazán találunk a turisták körében kedvelt strandokat. A belvároson kívül igazi vonzerőt csak a közeli maja romok (Edzná és Jaina) jelentenek, valamint a Los Petenes bioszféra-rezervátum. Itt úgynevezett peténeket láthatunk, amik nem mások, mint kisebb-nagyobb növényszigetek egy mangrovés partvidéki területen, melyek főként egy-egy cenote vagy édesvízforrás körül alakulnak ki. A feltörő édesvíz lehetővé teszi a sós környezetben a kevésbé sótűrő fajok megtelepedését, így különleges mikrokörnyezet alakul ki.

## Kultúra, rendezvények
A helyben rendezett vallásos tartalmú ünnepek közül három emelkedik ki igazán: a szeptember 13. és 29. között rendezett fiesta del Cristo Negro de San Román, az október 4. és 10. között tartott Assisi Szent Ferenc-ünnep és a Mindenszentek–halottak napja ünnepkör.
A februárban vagy márciusban megrendezett karnevál igen látványos népünnepély: többek megválasztják Campeche „királynőjét” és a „csúnya királyt” is (Rey Feo), feldíszített-berendezett platójú kocsik vonulnak fel és különféle társulatok lépnek fel színes ruháikban. Vízkeresztkor tartják az úgynevezett Fiesta del Polkekent, aminek leglátványosabb eleme a hagyományos öltözetű táncosnők által előadott kakastánc (danza del gallo) és disznótánc (danza del cochino).

## Sport
Campeche az otthona az első osztályú (Liga Mexicana de Béisbol) Piratas de Campeche baseballcsapatnak, amely 1983-ban és 2004-ben is mexikói bajnok volt.
A helyi labdarúgócsapat, a Cañoneros de Campeche csak alacsony osztályú bajnokságokban szerepel. Országos hírre még az Ah Kim Pech motorcsónakos kupa tett szert, mely esemény 2012-ben úszóversennyel is bővült.